# Rurópolis
Rurópolis là một đô thị thuộc bang Pará, Brasil. Đô thị này có diện tích 7021,294 km², dân số năm 2007 là 33855 người, mật độ 4,82 người/km².